# Bielovce
Bielovce es un municipio del distrito de Levice en la región de Nitra, Eslovaquia, con una población estimada a final del año 2024 de 213 habitantes.
Se encuentra ubicado al este de la región, cerca de los ríos Ipoly y Hron (ambos, afluentes izquierdos del Danubio) y de la frontera con la región de Banská Bystrica.

## Demografía
| Año        | 1994 | 2004     | 2014    | 2024    |
| ---------- | ---- | -------- | ------- | ------- |
| Población  | 313  | 247      | 224     | 213     |
| Diferencia |      | −21,08 % | −9,31 % | −4,91 % |

| Año        | 2023 | 2024    |
| ---------- | ---- | ------- |
| Población  | 211  | 213     |
| Diferencia |      | +0,94 % |